# Ipomoea purpurea
Ipomoea purpurea (campaneta de jardí, campaneta de temporada, corretjola gran, maravella o meravella) és una espècie botànica del gènere Ipomoea, de la família Convolvulaceae, nadiua de Mèxic, Amèrica del Sud i Centreamèrica.

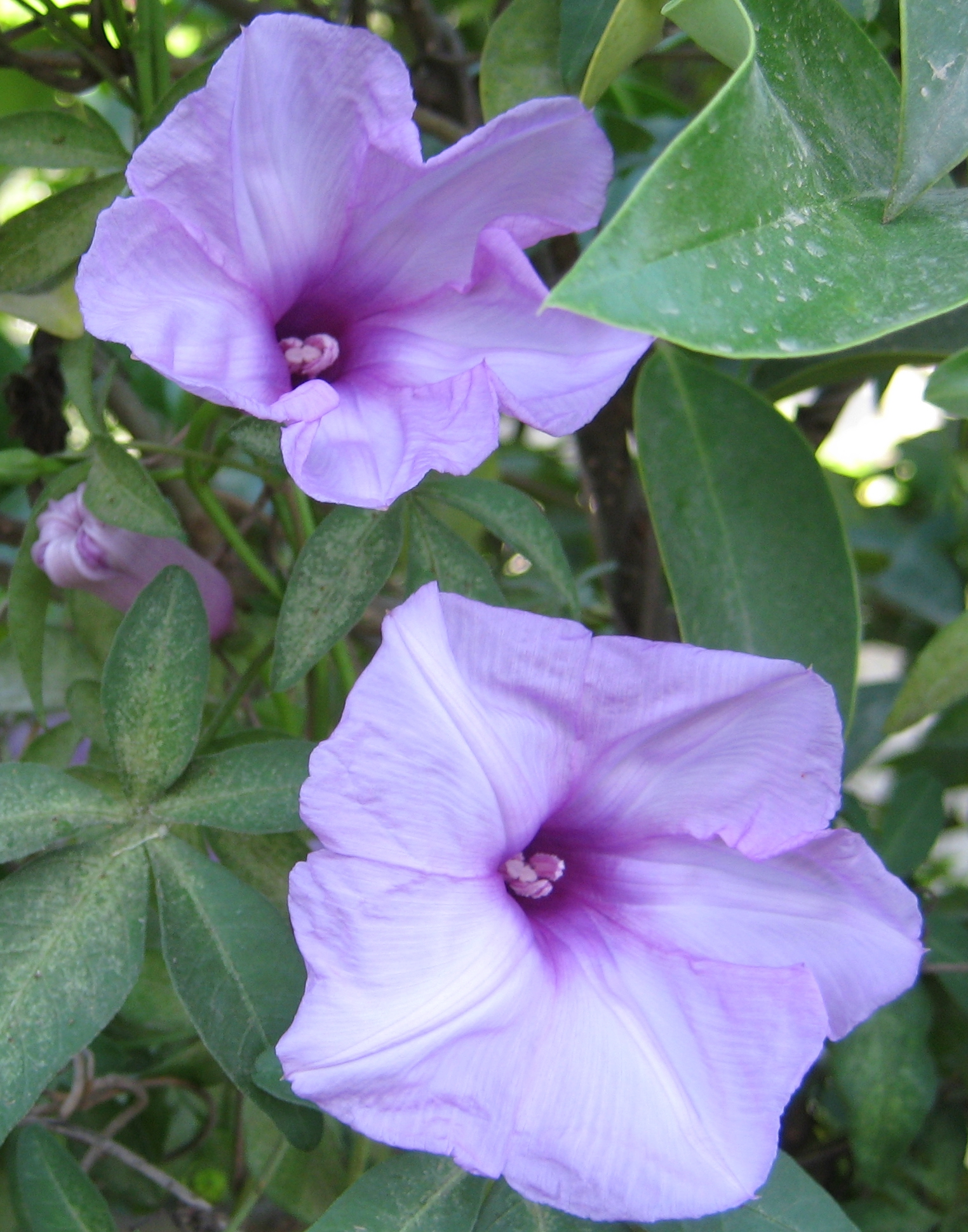
Flors

## Descripció
Com totes les campanetes, la planta s'enfila en estructures, i creix a una alçada de 2 a 3 m. Les fulles tenen forma de cor i les tiges tenen vellositat. Les flors tenen forma de trompeta, i hi predominen els colors blau, porpra i blanc, d'uns 3 a 6 cm de diàmetre.

## Hàbitat
Els hàbitats comuns per a aquesta planta són els paisatges exteriors, reixes i camps. Està naturalitzada en regions tropicals i temperades del món, tot i que sovint la consideren mala herba. Ipomoea purpurea ha proliferat per la bellesa de les seues flors porpra i blanques; té, a més, varietats de cultiu.

## Usos
Les llavors triangulars tenen certa història en l'ús com a droga psicodèlica, com en la Ipomoea tricolor, que conté LSA (amida d'àcid lisèrgic). Cal ressaltar que les llavors contenen toxines, per la qual cosa qualsevol ús que se'n faça ha de ser amb molta precaució. Els efectes que provoca la intoxicació són gairebé idèntics als del LSD. En la Ipomea violacea, les llavors s'usen en ritus sagrats en comunitats del centre i sud d'Amèrica.

## Taxonomia
Ipomoea purpurea fou descrita primer per L. com Convolvulus purpureus en Species Plantarum, vol. 1, p. 219[1], 1753, i després Albrecht Wilhelm Roth l'atribuí al gènere Ipomoea en Botanische Abhandlungen und Beobachtungen, 27, 1787. En certes zones agrestes de la costa d'Or uruguaiana se la coneix també com Campanolga" (Ripoll, Scoria et al.).
Etimologia

- Ipomoea: nom genèric que procedeix del grec ips, ipos = 'cuc' i homoios = 'semblant', per l'hàbit voluble de les tiges.
- purpurea: epítet llatí que significa 'de color porpra'.[3]

Sinonímia

- Convolvulus purpureus L.
- Ipomoea hirsutula J.Jacq.
- Ipomoea purpurea var. diversifolia (Lindl.) O'Donell
- Pharbitis purpurea (L.) Voigt[4]
- Convolvulus glandulifer (Ruiz & Pav.) Spreng., 1824
- Convolvulus mutabilis Salisb., 1796
- Ipomoea affinis M.Martens & Galeotti, 1845
- Ipomoea chanetii H.Lév., 1911
- Ipomoea discolor Jacq., 1798
- Ipomoea glandulifera Ruiz & Pav., 1799
- Ipomoea hirsutula J.Jacq., 1813
- Ipomoea hispida Zuccagni, 1806
- Ipomoea intermèdia Schult., 1809
- Ipomoea pilosissima M.Martens & Galeotti, 1845
- Ipomoea purpurea f. triloba Meisn., 1869
- Ipomoea zuccagnii Roem. & Schult., 1819 nom. illeg.
- Pharbitis diversifolia Lindl., 1737
- Pharbitis hispida Choisy, 1834[5]

## Galeria

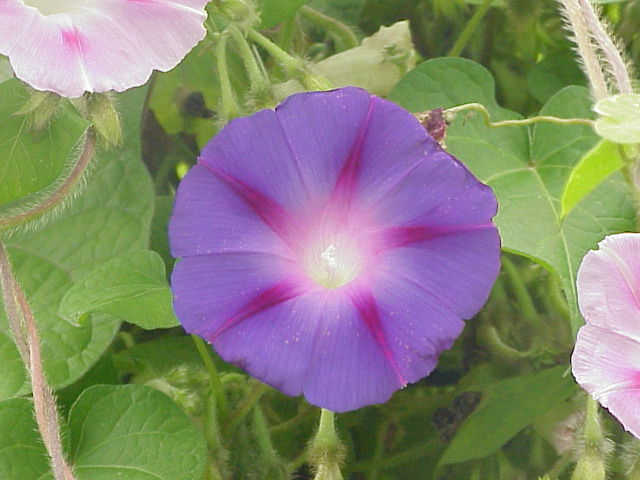
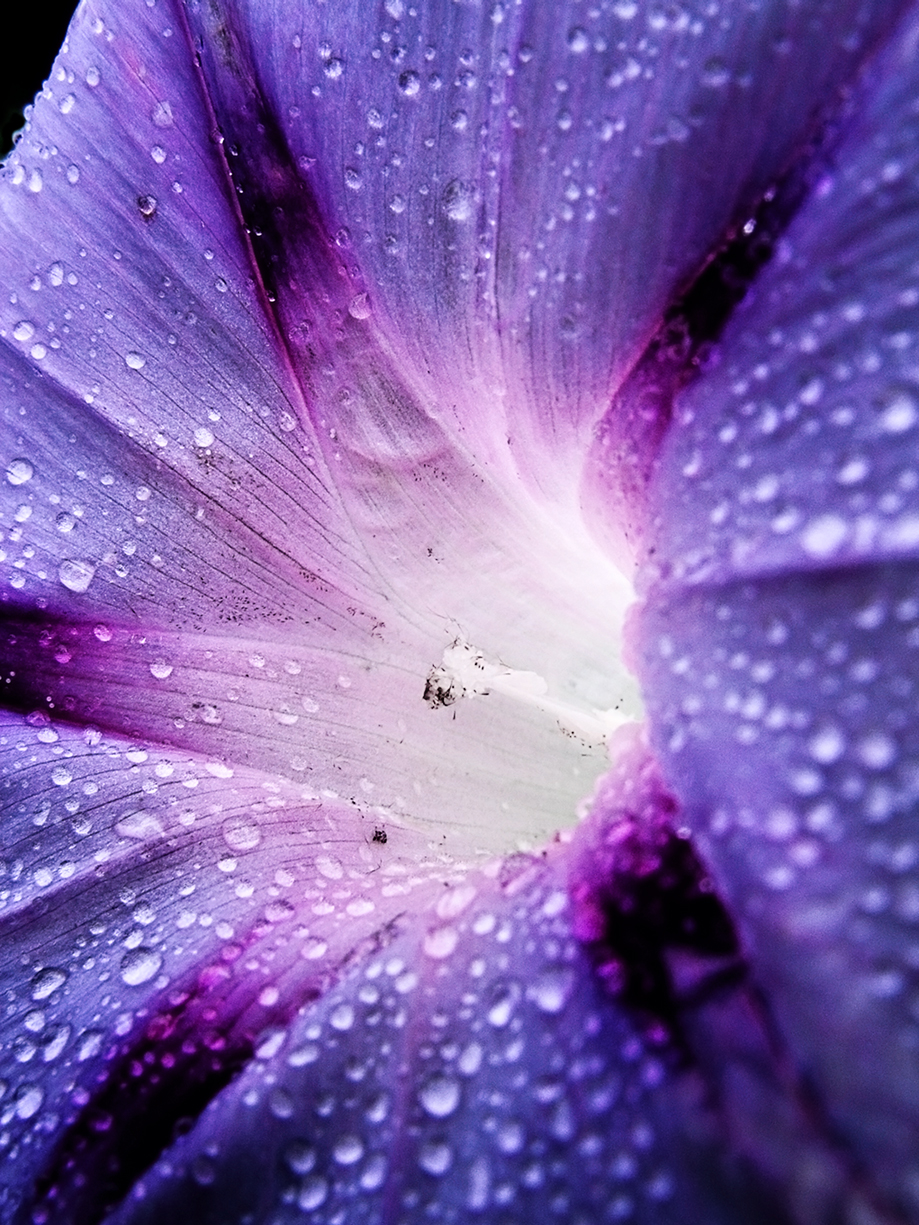
I. purpurea blava
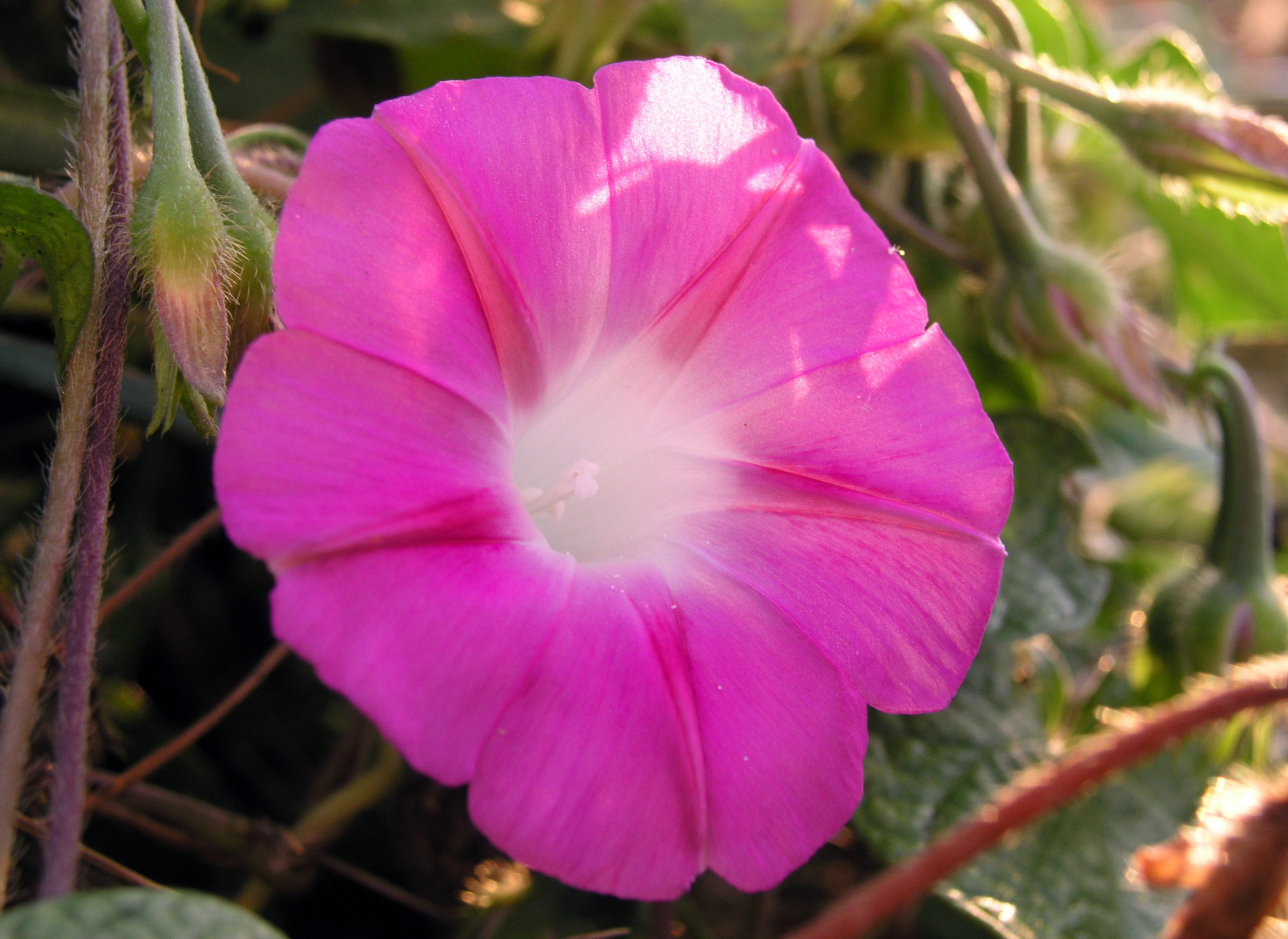
Ipomoea purpurea rosa
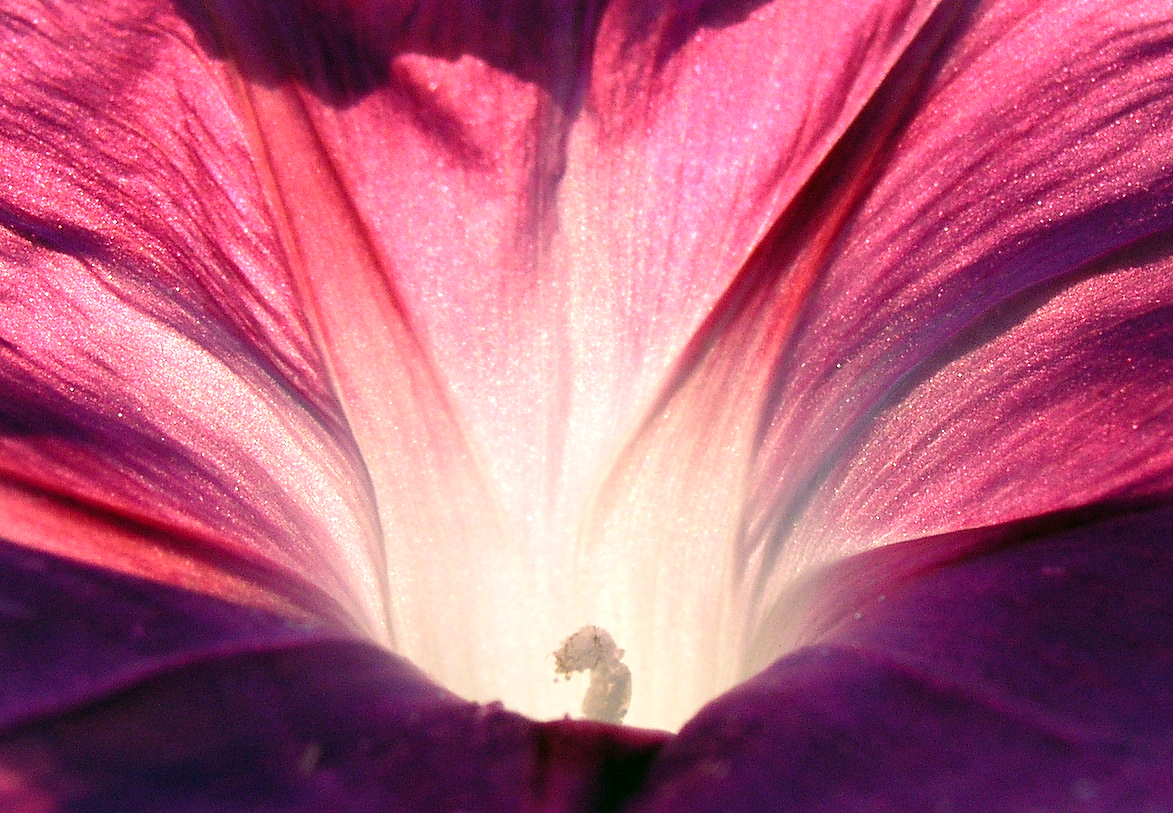
Ipomoea purpurea rosa
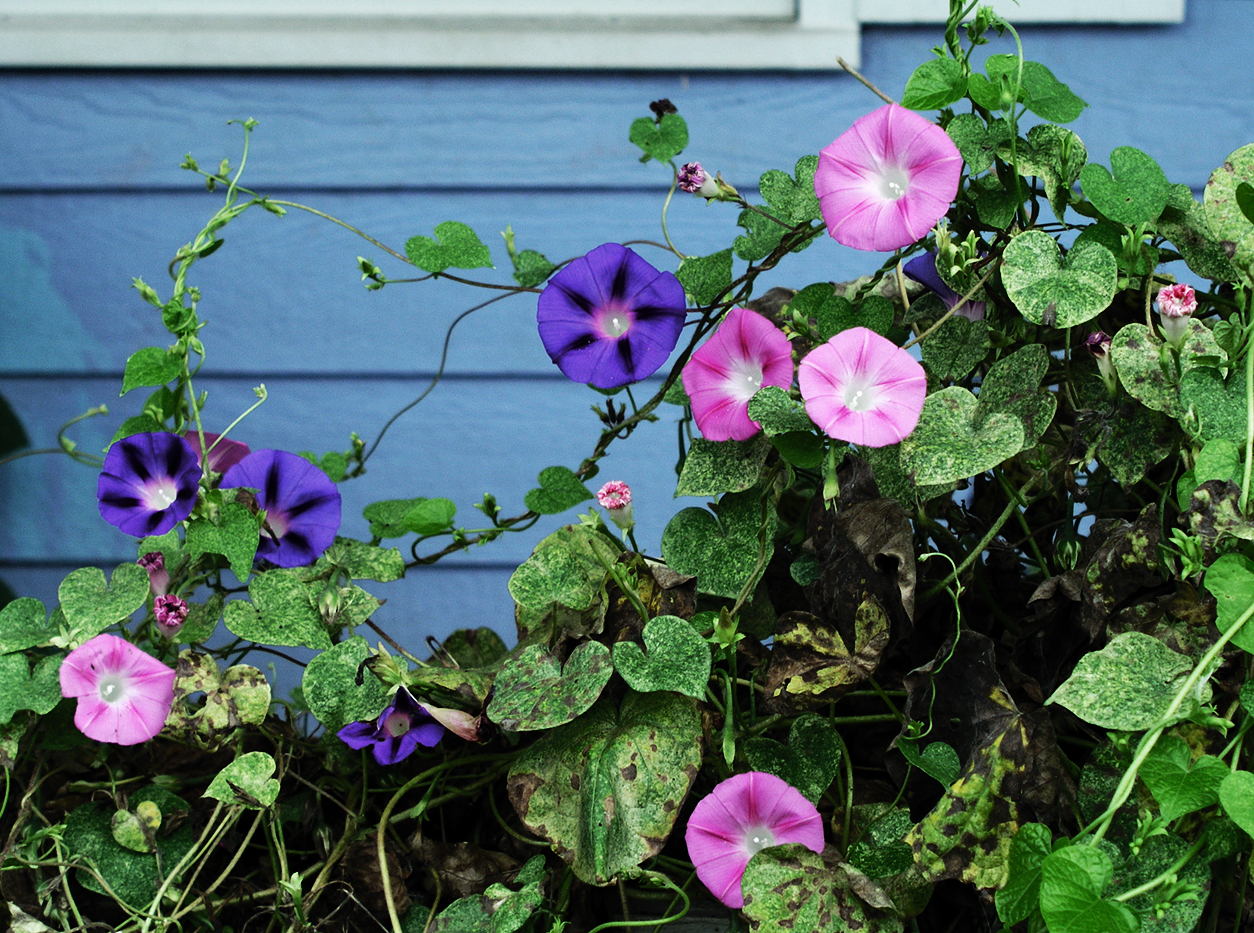
Enfiladissa d'Ipomoea purpurea
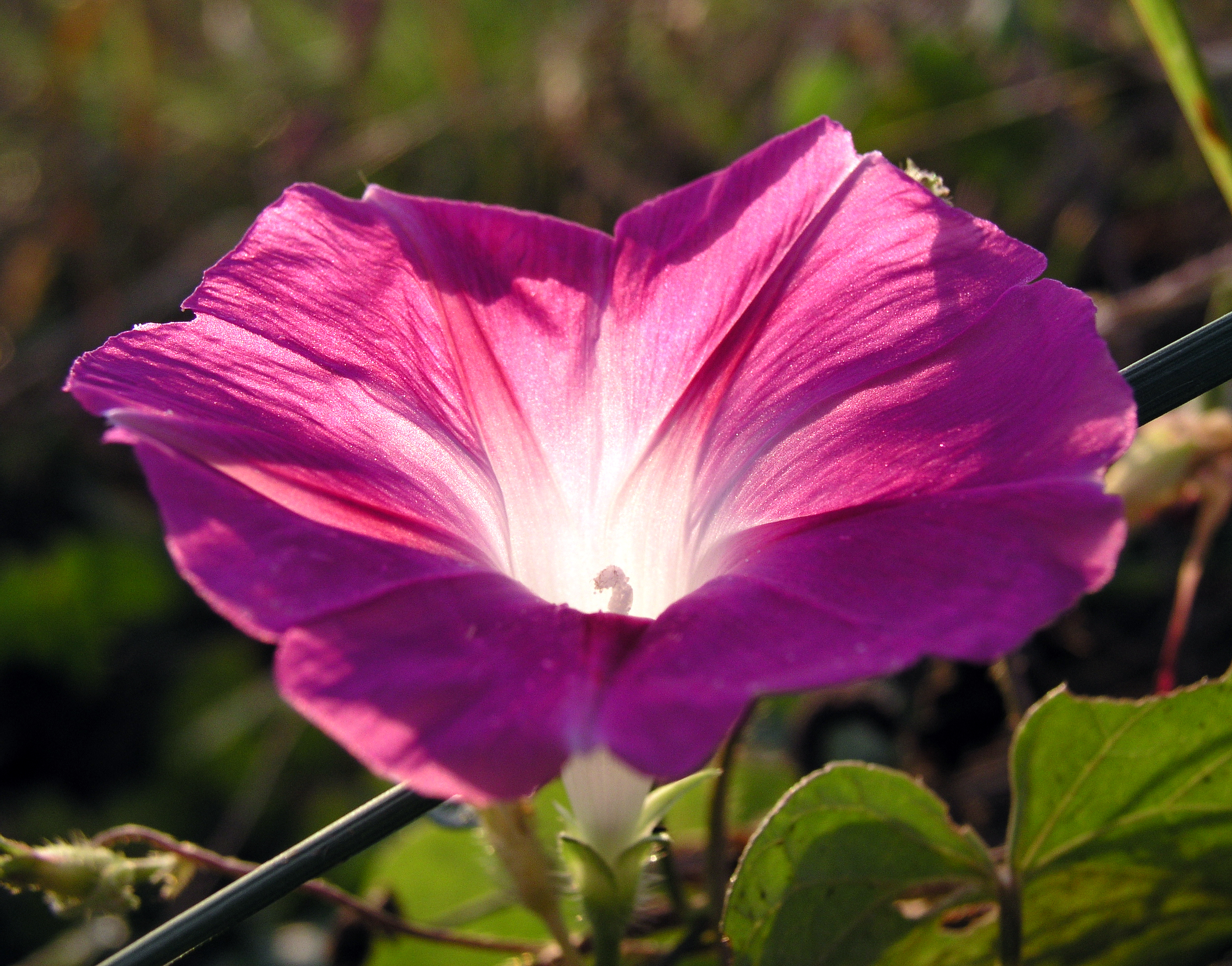
Ipomoea purpurea rosa
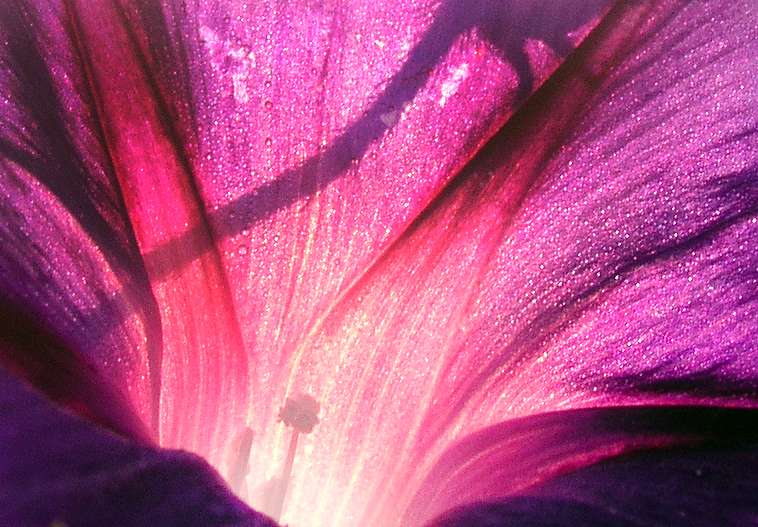
Ipomoea purpurea porpra
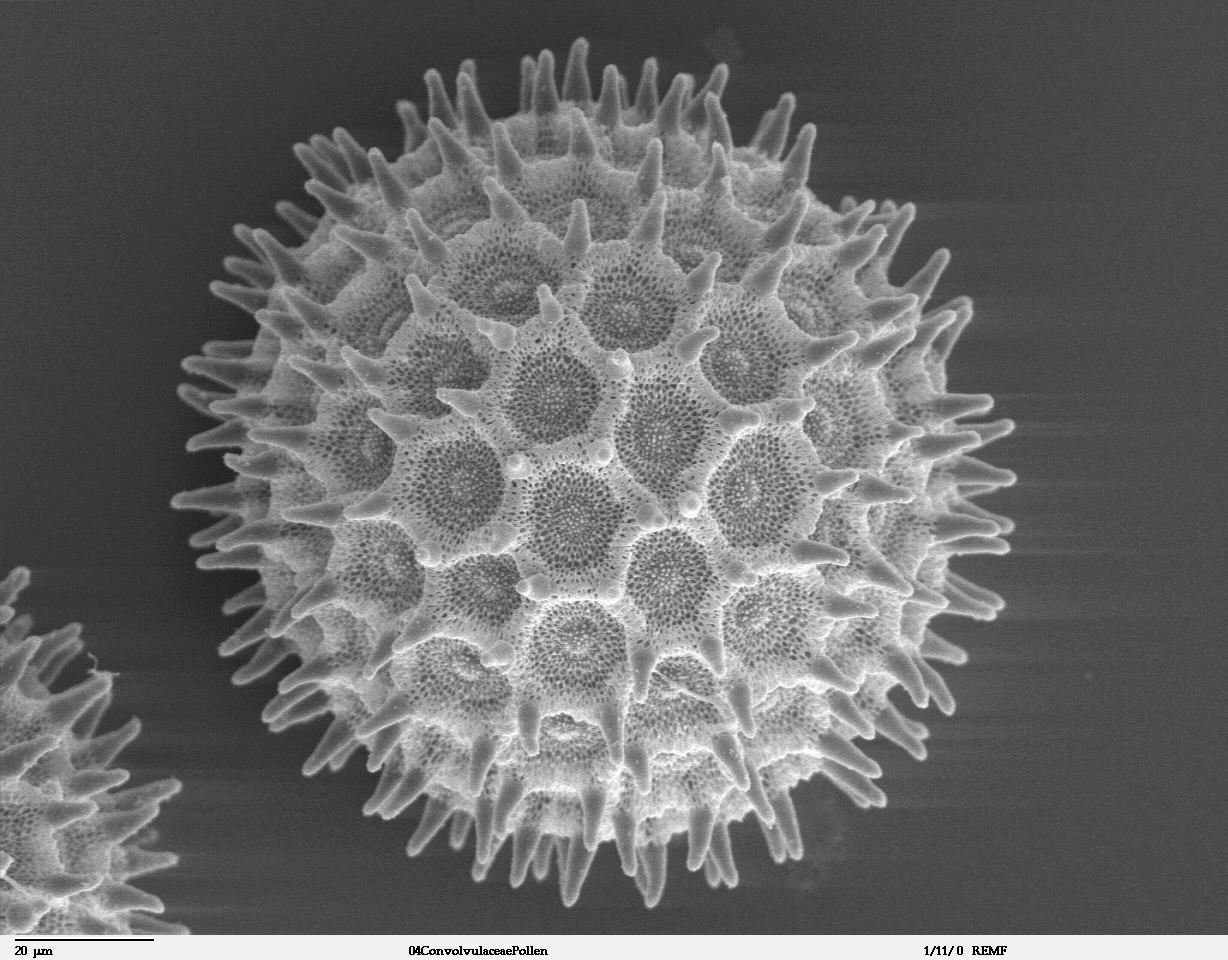
Fotografia electrònica de pol·len d'Ipomoea purpurea
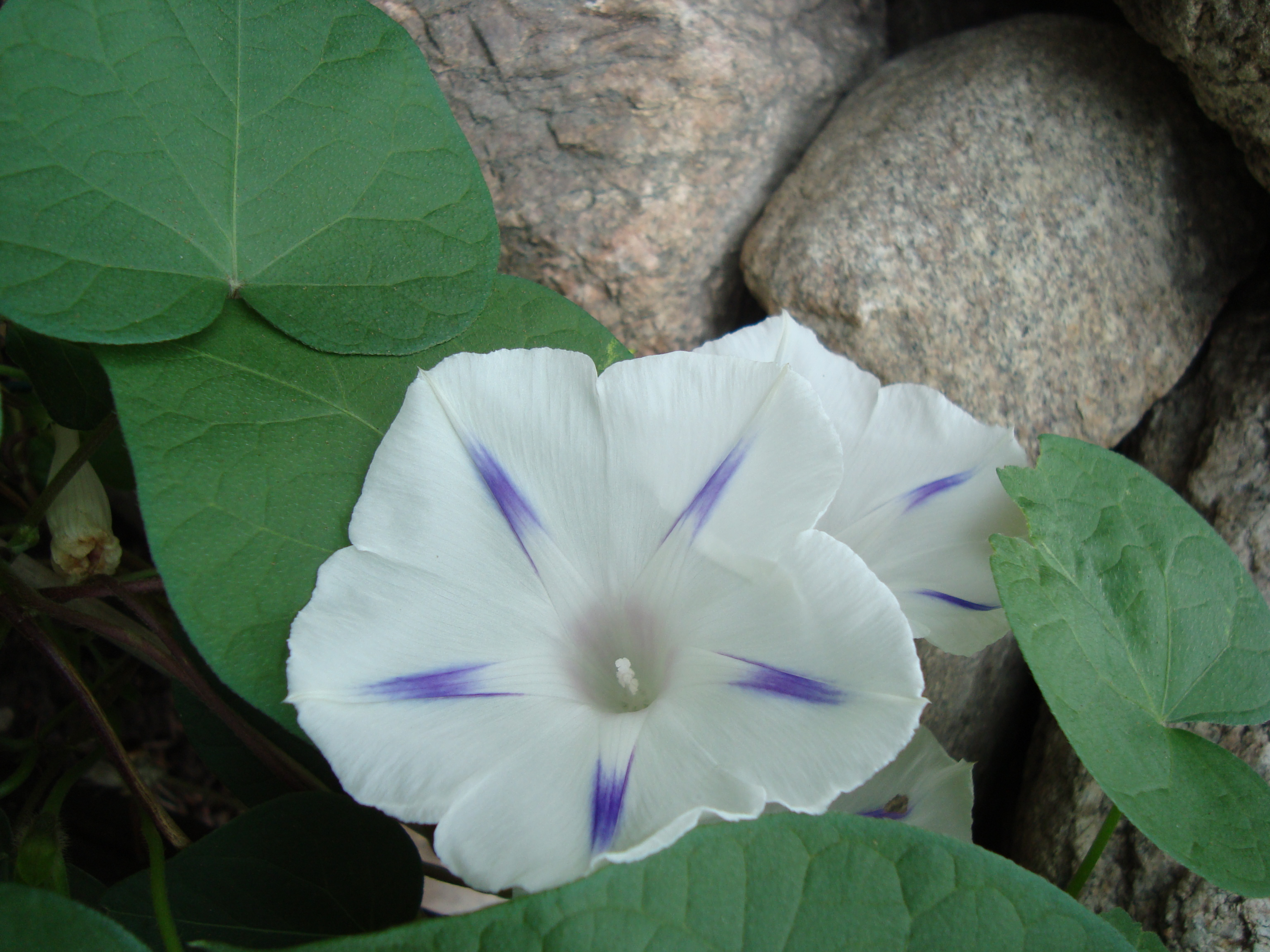
Ipomoea Purpurea "Milky Way"